# 熊本縣立大學
熊本縣立大學（日语：／ Kumamoto Kenritsu Daigaku），是位於日本熊本縣的一所公立大學。

## 沿革
- 1947年 創立熊本縣立女子專門學校。
- 1949年 熊本女子大學開學，設立學藝學部。
- 1953年 學藝學部更名「文家政學部」。
- 1980年 學部改組，設文學部、生活科學部。
- 1993年 設置大學院。
- 1994年 更名「熊本縣立大學」、增設綜合管理學部，全校實施男女共學。
- 1999年 生活科學部更名「環境共生學部」。
- 2006年 法人化。

## 教育及研究

### 學部
- 文學部
  - 日本語日本文學科
  - 英語英美文學科
- 環境共生學部
  - 環境資源學科
  - 居住環境學科
  - 食健康科學科
- 綜合管理學部
  - 綜合管理學科

### 大學院
- 文學研究科
  - 日本語日本文學
  - 英語英美文學
- 環境共生學研究科
  - 環境共生學
- 管理研究科
  - 管理

## 對外關係

### 國際交流关系学校
- 首尔市立大学
- 韩国海洋大学
- 广西大学
- 國立臺北科技大學
- 開南大學

## 外部連結
（日語）熊本縣立大學 （页面存档备份，存于）